# 埃格利斯讷沃迪萨克
埃格利斯讷沃-迪萨克（法語：Église-Neuve-d'Issac，法語發音：[eɡliz nœv disak]）是法国多尔多涅省的一个市镇，位于该省中部偏西南，属于贝尔热拉克区。

## 地理
埃格利斯讷沃-迪萨克（44°58'55"N, 0°25'36"E）面积16.67 平方千米，位于法国新阿基坦大区多爾多涅省，该省份为法国西南部内陆省份，是法國本土面积第三大的省，大致对应佩里戈尔地区，北起顺时针与夏朗德省、上维埃纳省、科雷兹省、洛特省、洛特-加龙省、吉倫特省和滨海夏朗德省接壤。
与埃格利斯讷沃-迪萨克接壤的市镇（或旧市镇、城区）包括：伊萨克、贝莱马、布尔尼亚克、莱莱什、埃罗-克朗普斯-莫朗斯。
埃格利斯讷沃-迪萨克的时区为UTC+01:00、UTC+02:00（夏令时）。

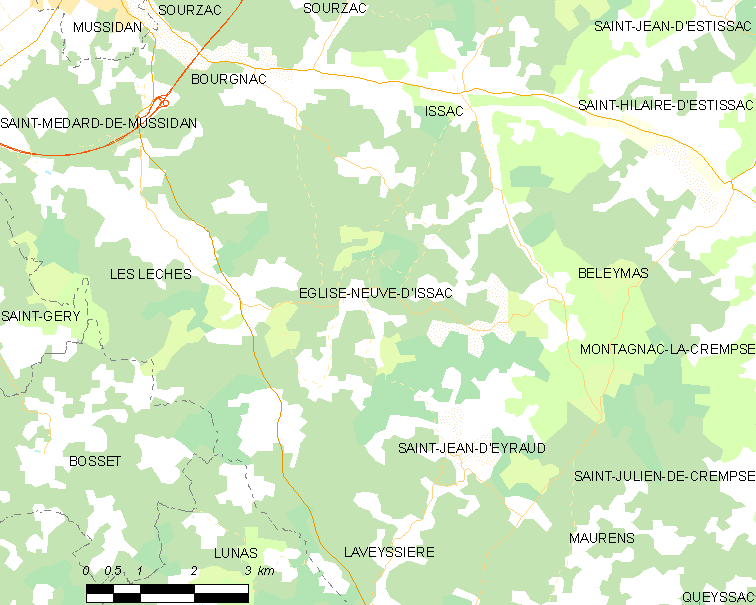
埃格利斯讷沃-迪萨克的OSM定位图

## 行政
埃格利斯讷沃-迪萨克的邮政编码为24400，INSEE市镇编码为24161。

## 政治
埃格利斯讷沃-迪萨克所属的省级选区为中佩里戈尔县。

## 人口

1962-2008年间埃格利斯讷沃-迪萨克人口变化图示

埃格利斯讷沃-迪萨克于2022年1月1日时的人口数量为122人。